# Pomaderris canescens
Pomaderris canescens är en brakvedsväxtart som först beskrevs av George Bentham, och fick sitt nu gällande namn av Elsie Maud Wakefield. Pomaderris canescens ingår i släktet Pomaderris och familjen brakvedsväxter. Inga underarter finns listade i Catalogue of Life.